# Новая Василевка (Полтавская область)
Новая Василевка (укр. Нова Василівка) — село,
Петро-Давыдовский сельский совет,
Диканьский район,
Полтавская область,
Украина.
Код КОАТУУ — 5321084507. Население по переписи 2001 года составляло 5 человек.

## Географическое положение
Село Новая Василевка находится на одном из истоков реки Великая Говтва,
ниже по течению на расстоянии в 2,5 км расположено село Ордановка.
Река в этом месте пересыхает, на ней сделано несколько запруд.